# Edward Albert Sharpey-Schafer
Sir Edward Albert Sharpey-Schafer (Hornsey, 2 juni 1850 - North Berwick, 29 maart 1935) was een Engelse fysioloog die het woord 'insuline' bedacht, nadat hij betheoriseerde dat één stof uit de alvleesklier verantwoordelijk was voor diabetes mellitus. Hij bedacht ook de term 'endocrinologie' voor de afscheiding van klieren met interne secretie, nadat hij in 1894 het bestaan van adrenaline aantoonde (samen met George Oliver).
Schafers Methode van kunstmatige beademing is naar hem vernoemd.

## Biografie
Sharpey-Schafer werd geboren met de naam Schäfer, als derde zoon van handelaar JWH Schäfer, die in Hamburg ter wereld kwam, maar zich tot Brit liet naturaliseren. Hij werd protestants opgevoed. Schafer genoot een opleiding op de University College van de Universiteit van Londen. In 1874 studeerde hij af in geneeskunde en werd meteen benoemd tot assistent-hoogleraar praktische fysiologie. Op zijn 28e werd Schafer verkozen tot Fellow of the Royal Society.
Schafer zette zijn carrière voort in Londen, waar hij werd benoemd tot Fullerian hoogleraar en later Jodrell hoogleraar. In 1899 verkreeg hij de leerstoel fysiologie op de Universiteit van Edinburgh, waar hij tot aan zijn pensioen in 1933 bleef. In 1924 kreeg Schafer de Copley Medal.
Schafer trouwde twee keer. Eerst met Maud Dixey en na haar overlijden met Maude Roberts. Hij kreeg vijf kinderen (drie meisjes en twee jongens), maar overleefde zijn beide zonen. Beiden overleden in dienst tijdens de Eerste Wereldoorlog. Schafer werd in 1912 voorzitter van de British Medical Association en werd geridderd in 1913. Hij introduceerde de adrenaline in de geneeskunde. Schafer liet de achternaam van zijn oude leraar William Sharpey aan zijn naam toevoegen in 1918, enerzijds als eerbetoon, maar ook om de anti-Duitse sentimenten van dat moment te ontlopen.

## Schafers Methode
Schafers methode voor kunstmatige beademing: 'De patiënt ligt met het voorhoofd op een van zijn armen. Hurk over de patiënt met de knieën aan weerszijden van zijn heupen en druk met beide handen stevig op de rug over de onderste ribben. Kom langzaam omhoog en verlicht tegelijkertijd de druk met uw handen. Herhaal deze beweging om de vijf seconden.'